# Kathedrale von Blaj

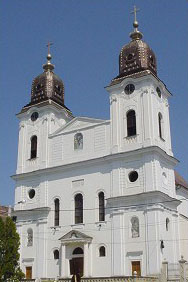
Kathedrale von Blaj

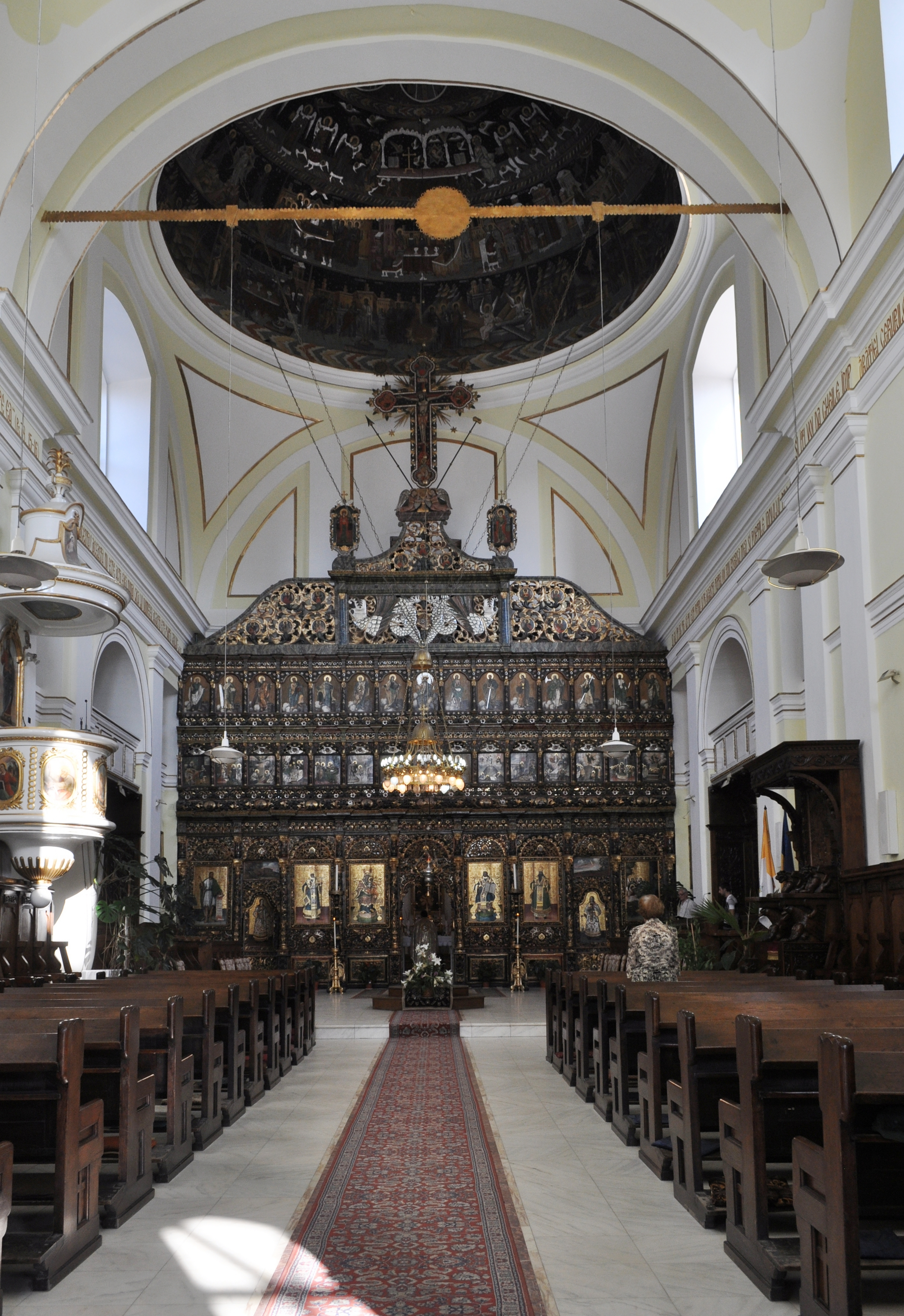
Inneres mit der Ikonostase

Die Dreifaltigkeitskathedrale von Blaj in der siebenbürgischen Stadt Blaj ist die Bischofskirche des rumänischen griechisch-katholischen Großerzbistums Făgăraș und Alba Iulia. Sie wurde zwischen 1738 und 1765 auf Veranlassung des Bischofs Inocențiu Micu nach Plänen der Architekten Anton Erhard Martinelli und Johann Baptist Martinelli errichtet und 1756 geweiht. 1837, unter Bischof Ioan Lemeni, wurde die Fassade durch das Aufsetzen der beiden Türme ergänzt.
Die Kathedrale ist die zweite Barockkirche, die im Fürstentum Siebenbürgen, nach dessen Eingliederung in die Habsburgermonarchie, zu Beginn des 18. Jahrhunderts errichtet wurde. Die Kathedrale wurde nach dem Vorbild der Piaristenkirche in Cluj gebaut. 